# Batrachedra astathma
Batrachedra astathma là một loài bướm đêm thuộc họ Blastobasidae. Nó được tìm thấy ở Úc.